# Охотники (Волынская область)
Охотники (укр. Охотники) — село в Турийской поселковой общине Ковельского района Волынской области Украины.
До 2020 года входило в Турийский район.
Код КОАТУУ — 0725585303. Население по переписи 2001 года составляет 122 человека. Почтовый индекс — 44812. Телефонный код — 3363. Занимает площадь 0,732 км².